# Sarangani

Lage der Provinz Sarangani

Sarangani ist eine am südlichen Ende des Kernlandes der Insel Mindanao gelegene Provinz der Philippinen.
Politisch gehört die Provinz zum Bezirk Nummer XII, auch genannt SOCCSKSARGEN.
Der Sitz der Provinzverwaltung liegt in der Gemeinde Alabel; der Gouverneur heißt Steve C. Solon.

## Geografie
Die Provinz Sarangani liegt im Süden der zentralen Landmasse von Mindanao. Sie grenzt im Norden an South Cotabato, Sultan Kudarat und Davao del Sur, im Osten an Davao Occidental. Die Provinz wird durch die Bucht von Sarangani in zwei Hälften geteilt. Der gesamte Süden bildet eine Küstenlinie zur Celebessee. Die Provinz hat eine Küstenlänge von 224,6 km.
Das Daguma-Gebirge liegt im westlichen Teil der Provinz. In ihm liegt der 2.083 Meter hohe Mount Busa auf dem Gebiet der Provinz. Im östlichen Teil der Provinz liegen das zerklüftete Malalag-Gebirge und das Alip-Gebirge. In der Provinz befinden sich 51 Flüsse, von denen der Lun Masla River in Malapatan mit einer Länge von 129 km der längste ist.
Die Gesamtfläche der Provinz beträgt 3.601 km².

## Demografie und Sprache
Nach der Volkszählung aus dem Jahr 2007 hat Sarangani eine Einwohnerzahl von 475.514, was die Provinz an die 58. Stelle der Bevölkerungsstatistik der Philippinen setzt. Im Durchschnitt kommen 132,05 Menschen auf einen km². Dies bedeutet den 23. Platz der Provinzen mit der geringsten Bevölkerungsdichte.
Die Bevölkerung der Provinz besteht aus den Maguindanaos, den Tbolis, den Tagakaolos, den Manobos, aus muslimischen Gruppen und aus Siedlern von den Visayas und Luzon.
Die verbreitetste Sprache ist Cebuano, die von 51,27 % der Bevölkerung verwendet wird. Der Dialekt Blaan wird von 12,92 % gesprochen, Hiligaynon von 7,55 %, Ilocano 5,70 %, Maguindanaon 5,51 %, Tboli 4,42 % und Tagacaolo von 2,79 %. Die Sprachen Kalagan, Aklanon, und Sangil werden jeweils von weniger als einem Prozent der Einwohner verwendet. Die hauptsächlich verstandene ausländische Sprache ist Englisch.
Bei der Religion gehören der überwiegende Teil der Bewohner von Sarangani dem römisch-katholischen Glauben an. An zweiter Stelle folgt der Islam und danach protestantische Glaubensrichtungen.

## Wirtschaft
Die Menschen der Provinz leben von zwei Wirtschaftszweigen: der Landwirtschaft und dem Fischfang.
Die mehrheitlich angebauten Nutzpflanzen sind Kokosnuss, Zuckerrohr, verschiedene Früchte wie Durian, Mango oder Bananen, sowie Gemüsesorten wie Asparagus. Reis, Mais und Kautschuk sind ebenfalls wichtige Erzeugnisse der Provinz.
In den Fischgründen der Celebessee und der Bucht von Sarangani leben zahlreiche Fischarten, wie der Milchfisch oder der Tilapia, ebenso Zackenbarsche (Grouper) und Garnelen.

## Verwaltungsgliederung
South Cotabato ist in sieben Verwaltungsgemeinden unterteilt, gruppiert in zwei Teile, die durch die Bucht von Sarangani getrennt werden.
Die Verwaltungsgemeinden sind wiederum in insgesamt 140 Baranggays (Ortsteile) untergliedert.
Die Provinz bildet einen Kongress-Distrikt.

### Verwaltungsgemeinden
| - Alabel - Glan - Kiamba - Maasim | - Maitum - Malapatan - Malungon |

### Regierungschef
Seit Mai 2010: Manny Pacquiao

## Klima
Der Nordost- und der Südwest-Monsun sind die vorherrschenden Windrichtungen in der Provinz. Sie treten vorwiegend in den Monaten November bis März und Juni bis Oktober auf.
Es herrschen dagegen weder eine Trocken- noch eine Regenzeit vor.
Die Durchschnittstemperaturen über das Jahr liegen bei 28 °C.
Sarangani liegt außerhalb des Taifungürtels. Die Niederschlagsmenge liegt im Mittel bei 79,6 mm bei einer durchschnittlichen Luftfeuchtigkeit von 78 %.
Der Monat April ist der heißeste, der Januar der kühlste im Jahr.

## Geschichte
Schon vor der spanischen Kolonialzeit war die Gegend des heutigen Sarangani besiedelt von einheimischen Völkern, wie den Blaan, den Tboli, den Tagakaolo, den Kalagan, den Manobo und den Ubo. Danach folgten muslimische Volksgruppen aus Malaysia und Arabien. Die Spanier selbst schafften es nie, die Gegend unter ihre Kontrolle zu bringen.
Während der amerikanischen Periode gehörte die heutige Provinz zu einer großen Provinz namens Cotabato. Am 18. Juli 1966 wurde dann die Provinz South Cotabato von Cotabato abgespalten. Sarangani war nun Teil dieser neuen Provinz im Süden Mindanaos.
Am 16. März 1992 wurde Sarangani mit dem Republic Act 7228 wiederum unabhängig von South Cotabato. Ihren Namen erhielt sie von der Bucht, die fast komplett von der Provinz umgeben ist.
Der Name entstammt einer Legende nach von einem abenteuerlustigen Sohn der Familie der Sangil aus Indonesien. Dieser kam auf seinen Seefahrten oft in das Sultanat von Buayan (heute General Santos City), der Stammsitz der Maguindanaos. Der herausstechende Charakter des jungen Mannes soll die Leute derart beeindruckt haben, dass sie ihm zu Ehren die Bucht nach ihm benannten.
In den Pinol Höhlen bei der Gemeinde Maitum wurden 1992 Artefakte von Höhlenbewohnern oder einer altertümlichen Volksgruppe gefunden, die zwischen 2000 und 3000 Jahre alt sind. Dies ist nicht nur ein bedeutender Fund für die Philippinen, sondern für die gesamte Region von Südostasien.

## Sehenswürdigkeiten
- Die Unterwasserwelt von Sarangani
- Die Pinol-Höhlen in Maitum
- Der Strand von Gumasa
- Die Century-Old Houses in der Gemeinde Glan